# スーパーロボット大戦DD
『スーパーロボット大戦DD』（スーパーロボットたいせんディーディー）は、バンダイナムコエンターテインメントより配信されるスマートフォン用ゲームアプリ。2019年8月21日サービス開始。基本プレイ無料（アイテム課金制）。
キャッチコピーは「鋼の強者達よ、次元を超えて走れ」。

## 概要
SDで表現されたロボットたち（ただし、一部作品に例外あり）が競演するクロスオーバー作品「スーパーロボット大戦シリーズ」のひとつ。2018年11月19日配信の「生スパロボチャンネル」にて、『スーパーロボット大戦T』とともに正式発表された。タイトルのDDは「ディメンションドライバー」の略。
2015年にリリースされた『スーパーロボット大戦X-Ω』に続いて制作されるスマートデバイス向けタイトル。『X-Ω』はシミュレーションRPGがスマートフォンアプリとしては一般的でなかったころにリリースされたため従来のシリーズと異なる戦闘システムを採用しているが、その後スマートフォンでのシミュレーションRPGが受け入れられるようになったため、本作では従来のシミュレーションゲーム系システムが採用された。その他『X-Ω』との相違要素として、2Dグラフィックによる戦闘シーン演出、ユニットを無課金の確定入手とし、装備系アイテム（ならびにそれによる戦闘演出）を課金入手対象としている点などがある。上記端末向けのAUTO機能や、開始時に「ワールド」と呼ばれる特定作品にまとめられたステージを攻略するなど、新たな試みも行われている。
現地語に翻訳したものを香港、台湾、マカオでも配信する。

## 開発
スパロボをスマートフォンで手軽に遊びたいというユーザーの意見を受けて開発された。スマートフォンで手軽に楽しめることをテーマとして開発されており、またなるべく短時間で遊べるよう従来のスパロボからシステムが変更された。マップの要素や戦闘場面の演出は従来のものにしつつ、オートプレイや行動順がスピードで決まるシステム、ステージの長さ、必殺技を使用する方法はスマートフォン用に合わせたものとなっている。
序盤は参戦作品をユーザーの世代ごとに4つの世界にわけている。これは以前から家庭用ゲーム機のスパロボで導入しようとしていたものだった。このため、ワールド1は昭和のロボット作品で構成されているという昨今のシリーズでは珍しい内容になっている。
『X-Ω』と異なり一部を除いて定期的なイベントにストーリーが存在しないが、これは『X-Ω』と違い通常のスパロボのマップスクリプトがあることによりストーリー実装に非常に手間がかかるため。シナリオ制作は10人ほどで行われている。

## ゲームシステム

### 戦闘システム
シリーズ大半の作品で採用されてきたターン制シミュレーションバトルが採用されている。ただし、味方フェイズと敵フェイズで交互に動かしていくのではなく、ユニットごとに設定された「スピード」のステータスに応じて行動順が回ってくる（サイズの小さいユニットほど早く動ける）。ユニットを操作してステージごとに設定された作戦目的を達成すればクリアとなる。
ステージによってはボスユニットが設定されており、ボスには「ブレイクゲージ」というHPとは別のゲージが用意されている。ブレイクゲージがある間は攻撃が通りづらくなる。ブレイクゲージを削り切ればボスが弱体化し、普通に攻撃が通るようになる。ブレイクゲージは弱点属性の武器で大幅に減らせ、0になった後、ボスが一定回数行動すると回復する。
攻撃を連続で命中すると「チェイン」が発生し、一定数以上のチェインを決めると攻撃力などに補正がかかる。チェインは攻撃をかわされたり、攻撃・反撃をしないと途切れる。
自動的に戦闘を行うオートプレイや戦闘アニメのオン/オフ、プレイ速度の高速化といったオプションも用意されている。
ユニット
ユニットはメインシナリオや制圧戦、一部の期間限定イベントを攻略していくことで順次入手していく。それぞれにタイプが設定されており、基本的にはタイプに応じたステータスが高めになっている。ユニットの強化は後述の方法で行われる。
戦闘結果によって「気力」が上昇することで戦闘が有利になるのはこれまで同様。ただし、武器の気力制限は撤廃されている。
機体とパイロットのセットで構成されており、基本的には組み合わせは固定されている。一部のパイロットは他の機体に乗り換えることが可能だが、同じユニットまたは同じパイロットは同時に出撃できない。
ユニットパーツ
今作におけるガシャ対象アイテム。ユニットには最大5つまでユニットパーツを装備可能で、各種ステータスの強化とアビリティが付加される。スロットは当初三つまでしか解放されておらず、改造ボーナスによって解禁していく。
アビリティには「MAINアビリティ」と「SUBアビリティ」が存在し、装備するスロットの種類に応じてどちらが発動するかが決まる。基本的に「MAIN」は一つしか装備できない。
レアリティR以上のユニットパーツには「必殺技パーツ」や「支援パーツ」が存在し、ユニットに特殊な効果を与える。
必殺技パーツ
パーツごとに設定された特定のユニットのMAINスロットに装備することで必殺技が使用可能となる。必殺技は一定回数行動順が回ってくることで使用可能になり、1ステージで使用できる回数に制限がある。レアリティの高い必殺技ほど威力が高いが使用回数が少なく、使用に必要な行動回数も多い。逆にレアリティの低い必殺技でも敵のステータスを低下させるといった有力なアビリティを持っていたり使用回数が多いので状況に応じて装備を変更するのも手となっている。
2020年4月1日のアップデートより「必殺技スロット」が追加された。このスロットはMAINスロットに発動可能な必殺技をセットすると解放され、そのユニットが発動可能な必殺技をさらに2種類装備可能となる。必殺技スロットに装備されたパーツのステータス補正は適応されないが、「必殺技アビリティ」の効果が発動するようになる。効果の多くはMAINアビリティを弱体化したものであるが、中には必殺技スロットに装備した必殺技の威力を強化するといった効果も用意されている。また、必殺技スロットに装備したパーツは限界突破するたびに威力や命中補正が強化されていき、最大限界突破時には使用回数が増加する。
なお、ユニットを初めて入手した際にそのユニットに対応したレアリティRの必殺技パーツも一つ貰える。
支援パーツ
キャラクターが描かれたパーツで、装備すると戦闘アニメの開始前にそのキャラクターによる音声付の応援アニメが入る。特定のユニットに装備した場合は専用の応援メッセージとなる。また、セットできる精神コマンドが一つ追加される。
通常パーツ
各ステータス上昇に特化した汎用のパーツ。ガシャからは排出されず、メインステージのドロップやイベント配布のみで入手可能。

アビリティチップ
Ver.2.0.0より実装されたシステム。ユニットに様々なアビリティを付与できる装備品。パイロットを20人解放するか、EXTRAステージ5を解放すると解禁される。チップはユニットにつき1つだけ装備可能だが、外す際にはDクリスタルを20個消費する必要がある。
入手には必殺技または支援専用のSSRパーツを変換する必要があり、強化段階に関わらず1つだけ入手できる。付与されるアビリティはランダムで抽選され、★1から20のランクが存在する。最初に3つのアビリティが付与され、これがベースアビリティとなる。付与されるアビリティには共通のアビリティとユニットパーツごとに設定されたユニークアビリティが存在し、ユニークアビリティは付与される確率が高くなる。なお、同じアビリティが付与された場合、効果の高いものだけが優先される。
Ver. 2.1.0よりアビリティの継承と再抽選の機能が追加された。アビリティチップの変換を5回行うことで「継承」が解禁され、ベースとなるチップの「EXアビリティ」枠に素材となるチップのアビリティが継承される可能性がある。継承確率はアビリティ1つにつき20%で、同じアビリティが付与されていればその分20%ずつ上昇する。また、他のチップを素材とすることで5%ずつ確率を上げられる。
「再抽選」は「ランクリローダー」というアイテムを使用することでアビリティはそのままにランクだけを再抽選することが出来る。ランクリローダーは迎撃戦の報酬で入手できる。
精神コマンド
シリーズお馴染みのシステム。今作では回数制になっており、1ステージ中に使用できる回数が制限されている。精神コマンドは装備枠にセットしたものだけが使用可能で、枠は最初一つしかないが、パイロットを養成することで最大三つまでセット可能になる。

### 出撃バトル
全てのバトルに「バトルミッション」が設定されており、クリアすることで報酬を獲得できる。『X-Ω』と異なりミッションごとに報酬が設定されているため、何度もプレイして一つずつ達成していくことも可能。
メイン
メインシナリオをプレイ出来るモード。スマートデバイス用ゲームによくあるスタミナ制がなく、自由にプレイ出来る。一度クリアしたシナリオも何度でもやり直すことが可能。ワールドのシナリオを全てクリアすると「EXTRAモード」が解禁され、より高難易度になるがアイテムを稼ぎやすいステージをプレイ出来る。なお、ノーマルモードはシナリオパートの合間に複数のバトルパートで構成されているが、EXTRAモードでは1シナリオ1ステージ構成となる。
イベント
素材稼ぎ用のデイリーステージや制圧戦などの期間限定ステージがプレイ出来る。こちらには一日にプレイ出来る回数に制限があったり、BPと呼ばれるスタミナが設定されており、課金アイテムのDクリスタルや専用チケットを消費してプレイ回数を増やすことが出来る。
制圧戦
複数の拠点で構成されたエリアを攻略していく高難易度モード。拠点にいる敵を全滅させ、制圧していくことでスコアを稼ぎ、スコアに応じて制圧ポイントを獲得できる。制圧ポイントはショップで報酬アイテムと交換できる。エリアを最後まで制圧する必要はなく、無理だと思ったら途中で諦めることも可能。諦めた場合もそこまでに稼いだスコアに応じて制圧ポイントを貰える。また、エリア全体を通して設定されている「エリアミッション」を達成することでもスコアが入る。
専用の編成でプレイするが、一度出撃したユニットは装備しているユニットパーツや精神コマンドが固定されてしまい、HPや必殺技回数、精神コマンドの使用回数なども回復しない（制圧戦終了後に回復、解除される）。ユニットは逐次入れ替えられるので、多数のユニットを使って攻略を進めることになる。
迎撃戦
2020年12月より始まった期間限定イベント。パイロットを20人以上かつ、いずれかのEXTRAステージ5をクリアすることで挑戦可能になる。一日ごとに解放されるエリアを効率よく攻略し、スコアを稼いでランキング上位を目指す競争イベント。上位に入賞することで様々な報酬を得られる。
各エリアごとに出撃できるのは4体までで、一度出撃したユニットは他のエリアには出撃できない。出撃する際はEP（イベントポイント）という専用のスタミナを消費して挑戦できる。エリアは全部で5つ用意されている。100パーセントを越える命中率で敵を倒す、連続で敵を倒すといった条件を満たすとスコアボーナスを得られるが、エリアごとにボーナスの割合は異なる。
対決戦
プレイヤー同士によるオート戦闘で繰り広げられる対戦モード。
共闘戦
HPの高いボスユニットを複数プレイヤーで攻略していくレイドボスイベント。

### 作戦室
手持ちのユニットやアイテムの一覧を確認したり、編成を行えるモード。編成できるのは4体までで、最大4パターンまで編成チームを保存可能（装備していたユニットパーツの情報も保存される）。
バトルによっては出撃制限がかかるユニットも存在し、そのユニットは編成していても出撃できなくなるが、イベントで強制出撃する同ユニットにステータスが反映される（反映されないステージも存在する）。
また、他のプレイヤーのユニットをレンタルして編成することも可能（編成できないモードも存在する）。この場合、自分の手持ちユニットは3体までしか使えず、4体目がレンタルユニット枠となる。

### 格納庫
強化
資金を消費してユニットパーツや強化素材を合成し、ユニットパーツをレベルアップしていくモード。レベルアップに応じてユニットパーツによるステータス補正が上昇していく。また、同じパーツ同士を合成することでアビリティの効果を決める「特性」が強化される。
ユニットパーツの上限レベルはレアリティによって決まっており、Nが45、Rが55、SRが65、SSRが75となる。特性強化の上限はいずれも+5まで。なお、レベル上限は限界突破によって引き上げることが出来る。
限界突破
上限レベルに達したユニットパーツに更なる強化を施すモード。資金と限界突破素材を消費してレベル上限を上げられ、同時にステータス補正も強化される。専用素材のかわりに上限レベルまで強化したユニットパーツでも限界突破は可能。同一のユニットパーツを素材とした場合、特性強化も同時に行われる。
昇格
2021年8月19日のアップデートVer.3.0.0にて実装されたユニットパーツのレアリティ昇格機能。いずれかのユニットパーツの限界突破段階、レベル、特性段階を全て最大まで上げると解放される。
専用素材を消費して限界突破段階、レベル、特性段階を最大まで強化したユニットパーツのレアリティを昇格させることが出来る。これによりレアリティSSR+が登場した。昇格したユニットパーツの限界突破段階とレベルはリセットされるが、特性段階のみ引き継がれる。昇格したユニットパーツはアビリティ、ステータス、必殺技性能、必殺技ボーナス、地形適応、必殺技のブレイクゲージ減少量（SSRからSSR+への昇格は対象外）などが強化される。
なお、昇格前の必殺技パーツと昇格後の必殺技パーツは同じと判断されるため、メインスロット、必殺技スロットへの重複装備はできない。また、アビリティチップに変換する際の抽選確率なども変化しない。
2021年8月現在、昇格できるのは必殺技パーツのみで、支援パーツ、汎用パーツは昇格できない。支援パーツの昇格は後日のアップデートで対応される予定となっている。
機体改造
ユニット自体のステータスを改造して強化していくモード。改造できるステータスはHP、攻撃力、防御力、照準値、運動性の5つ。改造には資金の他にステータスごとに異なる素材を必要とし、改造段階が上がるごとに上位の素材を必要とする。
全てのステータスを5段階改造するごとに改造ボーナスを獲得可能で、パーツスロットの解放やステータスの上昇を行える。
パイロット養成
パイロット自体を強化していくモード。本作にはパイロットのレベルが存在しないため、パイロットの強化はこのモードでしか行えない。
専用の本とメモリーオーブという共通素材を消費して強化していく。スキルに応じて必要とする本は異なる。精神コマンドを強化すれば新しい精神コマンドを会得したり、装備枠を増やすことが出来る。スキルは各種ステータスの強化が行われる。
また、パイロットごとに「オーブ」と呼ばれるアイテムが存在し、このオーブを消費することで固有スキルの強化が行える。

### その他のシステム
オプションメニューからフォロー中のフレンドや他プレイヤーに貸し出すレンタルユニットの設定、図鑑やヘルプを確認できる。
なお、今作の図鑑はワールドのステージを全てクリアしないと登録されないようになっている。

### クロッシング・パイロット
2019年12月のアップデートから追加されたシステム。専用の期間限定イベントをクリアすることで、特定のパイロットが対応するユニットに乗り換えられるようになる。
乗せ換え可能になると編成画面でパイロットを選択可能になる。機体とパイロットのステータスは既存のデータがそのまま反映される。必殺技パーツは専用のものが必要で、イベント用のバトルミッションやアチーブメントを達成することで獲得できる。この専用必殺技パーツは限界突破を行う際も専用素材が必要となり、イベントステージを周回して集めることになる。
イベントステージはメインシナリオと繋がらない独立した専用シナリオを実装しており（ただし一部のシナリオはメインシナリオと地続きになっているものもある）、シナリオクリア後は素材集め用のステージが解禁される。
- 第1弾
  - パイロット：アムロ・レイ（『機動戦士ガンダム 逆襲のシャア』）
  - ユニット：マジンガーZ（『マジンカイザー』）
  - シナリオ：森住惣一郎
- 第2弾
  - パイロット：ゼロ（『コードギアス 反逆のルルーシュ』）
  - ユニット：ウイングガンダムゼロリベリオン（『コードギアス 反逆のルルーシュ』『新機動戦記ガンダムW Endless Waltz』）
  - シナリオ：谷口廣次朗
- 第3弾
  - パイロット：マサキ・アンドー（『スーパーロボット大戦OG』）
  - ユニット：ビルバイン（『聖戦士ダンバイン』）
  - シナリオ：阪田雅彦
- 第4弾
  - パイロット：相良宗介（『フルメタル・パニック!』）
  - ユニット：ボルテスV（『超電磁マシーン ボルテスV』）
  - シナリオ：中川直人（監修：賀東招二）
- 第5弾
  - パイロット：アルバトロ・ナル・エイジ・アスカ（『蒼き流星SPTレイズナー』）
  - ユニット：スコープドッグ（エイジ機）（『装甲騎兵ボトムズ』『蒼き流星SPTレイズナー』）
  - シナリオ：竹田裕一郎
- R第1弾
  - パイロット：式波・アスカ・ラングレー（『ヱヴァンゲリヲン新劇場版』）
  - ユニット：真ゲッター1（『真（チェンジ!!）ゲッターロボ 世界最後の日』）
  - シナリオ：寺田貴信
- R第2弾
  - パイロット：ゼロ（『コードギアス 反逆のルルーシュ』）
  - ユニット：ウイングガンダムゼロリベリオン[注 3]（『コードギアス 反逆のルルーシュ』『新機動戦記ガンダムW Endless Waltz』）
  - シナリオ：谷口廣次朗[7]

## 参戦作品
★はシリーズ初参戦作品。日時が記載されている作品は、リリース後以降の追加参戦作品。
- ★デビルマン（原作漫画版）
- UFOロボ グレンダイザー（2019年12月以降）
- 鋼鉄ジーグ
- 鋼鉄神ジーグ（2021年6月以降）
- 真（チェンジ!!）ゲッターロボ 世界最後の日
- ★ゲッターロボ アーク（2023年8月以降）
- マジンカイザー
- ★グレンダイザーU（2024年11月以降）
- 勇者ライディーン（2023年8月以降）
- 超電磁ロボ コン・バトラーV
- 超電磁マシーン ボルテスV
- ★機界戦隊ゼンカイジャー（2024年6月以降）
- 未来ロボ ダルタニアス（2021年3月以降）
- 闘将ダイモス（2025年8月以降）
- 無敵鋼人ダイターン3（2019年12月以降）
- 聖戦士ダンバイン
- 聖戦士ダンバイン New Story of Aura Battler DUNBINE（2020年7月以降）
- 装甲騎兵ボトムズ
- 蒼き流星SPTレイズナー
- 魔神英雄伝ワタル（2021年3月以降）
- 獣神ライガー（2021年3月以降）
- ★魔動王グランゾート（2021年3月以降）
- 勇者王ガオガイガー
- ★勇者宇宙ソーグレーダー（2025年3月以降）
- ベターマン（2021年11月以降）
- コードギアス 反逆のルルーシュ
- コードギアス 反逆のルルーシュR2（2022年7月以降）
- コードギアス 双貌のオズ（2021年4月以降）
- コードギアス 亡国のアキト（2021年4月以降）
- ゼーガペイン
- ★ゼーガペインADP
- ★革命機ヴァルヴレイヴ
- 機動戦士Ζガンダム
- 機動戦士ガンダムΖΖ（2024年7月以降）
- 機動戦士ガンダム 逆襲のシャア
- 機動戦士ガンダム 逆襲のシャア ベルトーチカ・チルドレン（2021年2月以降）
- 機動戦士ガンダムF91（2025年2月以降）
- 機動戦士ガンダム0080 ポケットの中の戦争（2024年10月以降）
- 機動戦士ガンダム0083 STARDUST MEMORY（2024年9月以降）
- 新機動戦記ガンダムW Endless Waltz（2019年12月以降）
- 機動戦士ガンダムSEED
- 機動戦士ガンダムSEED DESTINY（2023年8月以降）
- ★機動戦士ガンダムSEED FREEDOM（2025年8月以降）
- 機動戦士ガンダム00
- 機動戦士ガンダムUC
- ★機動戦士ガンダム 鉄血のオルフェンズ
- 機動戦艦ナデシコ -The prince of darkness-（2019年12月以降）
- ★電脳冒険記ウェブダイバー（2024年2月以降）
- 「フルメタル・パニック！」シリーズ
- ヱヴァンゲリヲン新劇場版:序
- ヱヴァンゲリヲン新劇場版:破
- ★ブレイクブレイド（2023年11月以降）
- ★アルドノア・ゼロ（2019年12月以降）
- ★アクティヴレイド -機動強襲室第八係-（2023年7月以降）
- ★クロムクロ（2023年8月以降）
- SSSS.GRIDMAN（2023年11月以降）
- ★勇気爆発バーンブレイバーン（2024年11月以降）

### 参戦表記のない作品
公式サイトにおいて参戦作品として数えられていないが、ユニットやキャラクターが登場している作品。
- スーパーロボット大戦OG（2019年8月以降）
- ダイナミック企画オリジナル（2020年9月以降）
- スーパーロボット大戦X-Ω（2021年5月以降）
- スーパーロボット大戦30（2021年12月以降）
- 機動戦艦ナデシコ（2023年5月以降）
- 機動戦士ガンダム（2024年9月以降）

### 期間限定参戦作品
- ★機界戦隊ゼンカイジャー（2021年9月限定）- 2024年6月より恒常参戦
- ★ゲッターロボ アーク（2021年10月限定、2022年9月復刻） - 2023年8月より恒常参戦
- ★パックマン（2021年12月限定、2022年11月復刻）
- ★ブレイクブレイド（2022年11月限定） - 2023年11月より恒常参戦
- ★電脳冒険記ウェブダイバー（2023年1月限定） - 2024年2月より恒常参戦
- SSSS.GRIDMAN（2023年3月限定） - 2023年11月より恒常参戦
- ★勇気爆発バーンブレイバーン（2024年4月限定） - 2024年11月より恒常参戦
- ★LIVE A LIVE 近未来編（2024年9月限定）[8]
- ★ボルテスV レガシー（2025年4月限定）
- ★魔神創造伝ワタル（2025年6月限定）
- ★勇者聖戦バーンガーン（2025年9月限定）
- ★俺は星間国家の悪徳領主!

### 解説
参戦作品は全59作品、新規参戦作品は18作品（恒常参戦作品のみ）。
『デビルマン（原作漫画版）』の参戦は、ロボットアニメの枠にとらわれない作品も参加させることになり決定した。
『「フルメタル・パニック！」シリーズ』は公式サイトではシリーズ名で包括されているが、ゲーム内では『フルメタル・パニック！』『フルメタル・パニック！ The Second Raid』『フルメタル・パニック！ Invisible Victory』と個別に表記されている。キャラクター・機体デザインは全て『Invisible Victory』に準じたものとなっている。
『アクティヴレイド -機動強襲室第八係-』、『機動戦士ガンダムF91』、『機動戦士ガンダム0080 ポケットの中の戦争』、『機動戦士ガンダム0083 STARDUST MEMORY』、『勇者宇宙ソーグレーダー』、期間限定参戦作品はショートシナリオイベントのみの参戦で、一部を除きメインシナリオには関わらない。一部の期間限定参戦作品は後に恒常参戦作品へと変更されている。
『SSSS.GRIDMAN』は戦闘演出上でのみ『グリッドマン ユニバース』のユニットも出演。『超電磁マシーン ボルテスV』と『ボルテスV レガシー』の必殺技は共通化され、『レガシー』がフィリピンの実写ドラマということもあり肖像権の関係でパイロットグラフィックは専用の物が用意されている。
制圧戦モードやショートシナリオイベントでは、『スーパーロボット大戦OG』『スーパーロボット大戦X-Ω』『スーパーロボット大戦30』などの機体・キャラクターがゲスト参戦している。メインシナリオには関わらない。

### アートワーク登場機体
- ARX-7 アーバレスト（フルメタル・パニック!）
- ガンダム・バルバトス（第4形態）（機動戦士ガンダム 鉄血のオルフェンズ）
- デビルマン（デビルマン〈原作漫画版〉）
- コン・バトラーV（超電磁ロボ コン・バトラーV）
- エヴァンゲリオン初号機（ヱヴァンゲリヲン新劇場版）
- ヴァルヴレイヴI（革命機ヴァルヴレイヴ）

## ストーリー
本作では「ワールド」と言う名称で舞台設定が異なった世界が複数登場し、それらのワールドを跨いだストーリーが展開がされる。ワールド同士が交差する「本章」と、それらワールドが交差する前の「序章」で構成されており、一章以降のストーリー展開によって新たなワールドが追加される場合があり、同時にそれらのワールドの序章も解放される。
プレイ開始直後では、歴代シリーズ作品をイメージした3つの世界と本作独自の世界、計4ワールドから構成される序章の中からプレイヤーが一つを選び、ストーリーを進行していく。ストーリーが進行するごとに、新機体及びパイロットも追加される。

### 序章
南極氷床下にある大空洞で、異星から漂着したと思われる宇宙戦艦エルツァードが発見された。南極氷床下調査隊MART（マート）は、艦の解析を通じて得られた超技術で人型機動兵器DT（ドミナントトルーパー）を開発。DTテストパイロットチームのリーダーであるメグは、艦内で発見された「天空の巨人」ディーダリオンとの対話を試みていた。
西暦2021年のある日、大空洞に新たな巨人アンギルオンとマービュオンが現れ、ディーダリオンに襲い掛かる。追い詰められたディーダリオンは秘めたる力を発動して空間歪曲現象を起こし、2体の巨人のみならず、近くにいたDTパイロットたちをも巻き込んで、それぞれ別個の並行世界へと時空跳躍させてしまう。
転移した先の並行世界のひとつで、メグは不思議な雰囲気の少年ディドと出会う。彼の正体は、人間に姿を変えたディーダリオンだった。過去の記憶を失っているディドは、変身できる理由も時空跳躍の発動方法も思い出せないまま、「善なる心を持つ生命たる人間を護れ」という内なる声に導かれて、平和を脅かす者たちの戦いに身を投じる。
しかし世界に平穏を取り戻す暇もなく、ディーダリオンの前に再びアンギルオンとマービュオンが立ちはだかる。3巨人の戦いはまたしても空間を歪め、今度は並行世界で出会った仲間たちごと、新たな時空へと跳躍させる。
一方、メグ以外のDTパイロットもまた、それぞれの世界で苦難に見舞われていた。

## オリジナルキャラクター
ディド
声 - 阿座上洋平
デザイン - ヤスダスズヒト
本作の主人公。アンギルオンによって深手を負ったディーダリオンが変化した人間態。
ワールド1～4のすべてに登場するが、ワールドによって扱いや立ち位置が異なっている。いずれのワールドでも「善なる心を持つ生命たる人間を護る」という使命を元に行動する。
合流後は「最後にラストステージをクリアしたワールド」の設定に沿って話が展開されるが、各ワールド最終話を再プレイしてから合流後パートを始めるとそちらのストーリーを見ることが出来る。
大門 恵留（だいもん めぐる）
声 - 長久友紀
デザイン - ヤスダスズヒト
本作のヒロイン。愛称は「メグ」。MART（南極氷床下調査隊）の責任者である大門開久の一人娘。
発掘されたディーダリオンとの対話を担当しており、そのためかディドとも関わりが深い。
ディド同様に1～4のすべてのワールドに登場しており、ワールドごとに立ち位置が変化している。
上牧 早希実（かんまき さきみ）
声 - 潘めぐみ
デザイン - ヤスダスズヒト
サブヒロインのひとり。ゲーム内では「サキミ」表記。ワールド1で加入する。元はMARTのフロント企業である指宿重工の社員だった。メグよりも年上だが、彼女を信頼し、リーダーとして立てている。
専用のグラフディンは安定性を志向した仕様で、携行型ビーム砲「イーヴァス・ライフル」を装備する。カラーリングはブルーとオレンジ。
ユンナ・ドーソン
声 - 上田麗奈
デザイン - 鈴木勘太
サブヒロインのひとり。ワールド2で加入する。元は空軍のパイロットを志願していた。
専用のグラフディンは近接戦闘を志向した仕様で、実体剣「ハーデロイ・ソード」や、背部に武器にもなるテールスタビライザー「リテイル・スタビライザー」を備えた高機動戦闘用ユニットを装備する。カラーリングはブラウンとオレンジ。
リナリア・クオ
声 - 池澤春菜
デザイン - 渡邉亘
サブヒロインのひとり。ワールド3で加入する。元DT開発エンジニアの一人で、二文字熟語を交えた独特の喋り方をする。
専用のグラフディンは遠距離戦を志向した仕様で、ビーム砲「イーヴァースター」を装備する他、頭部センサーが強化されている。カラーリングはブルーとパープル。
神足 麻依子（こうたり まいこ）
声 - 國府田マリ子
デザイン - 河野さち子
サブヒロインのひとり。ゲーム内では「マイコ」表記。ワールド4で加入する。元アイドル。TMPIの影響でグラフディンに乗ると男勝りな性格に変化するが、普段はおっとりとしている。
専用のグラフディンは遠距離戦を志向した仕様で、実弾砲「ヘビー・ラリアル・キャノン」を装備する他、頭部を電子支援仕様のものに換装しており、索敵能力が高い。カラーリングはイエローとブラウン。
ユニス・エアリー
声 - 和多田美咲
デザイン - 超肉
サブヒロインのひとり。ワールド5にて加入する。ソフトエンジニア兼DTパイロット。子供に間違われるほど小柄で童顔。リナリアからは猫可愛がりされている。
専用のグラフディンは格闘戦を志向した仕様で、両腕にブラナック・アーマーを装備する他、背部に高機動戦闘用バーニア・スラスターを備えている。カラーリングはグリーンとブラウン。
ワールド5にはディーダリオンやメグが跳ばされていなかったため、彼女が事実上の主人公として物語が進行する。
ベネット・コリーヴレッカン
声 - 嶋村侑
デザイン - なかま亜咲
サブヒロインのひとり。ワールド6にて加入する。元看護師。
専用のグラフディンは地上高速走行に特化した仕様で、メラフディンのイーヴァリフルのプロトタイプを装備する他、脚部に地上高速走行用のホイール・ユニットを備えている。カラーリングはホワイトとブラック。
ハーザ
声 - 三上枝織
デザイン - 渡邉亘
平行世界で起こる異変、戦乱を感知できる高次元思念量子集合体。青色とピンク色のオッドアイを持つ女性の姿をしている。ディドを介してディバイン・ドゥアーズに意思を伝えていたが、現在は通信装置Dコミュニケーターの完成により、比較的自由にブライトらと会話が可能となっている。
エギリゴ
異星文明・エガリの神でディドを改造し、ネピリアンと対抗する力を与えた存在。名前のみ判明しており、本人は未登場。
シェミー
ディスコード・ディフューザーに指示を出し、メナケブやカイル・メナケブを操る謎の存在。

## オリジナルメカ
ディーダリオン
声 - 阿座上洋平 / デザイン - 大張正己
記憶喪失の謎の巨人で、ディドの本来の姿で戦闘時には変身・巨大化して戦う。かつてはマービュオンたちと同じ一族であり、共に行動をしていた。
戦闘時のパイロットのグラフィックはディドではなくディーダリオンの顔が表示されている（鋼鉄ジーグと同様の扱い）。
頭部や腕部からのビームの他、肘や踵などについている刃を用いた接近戦が得意。
ディーダリオン・ザアム
ディーダリオンが進化した第2形態。背部に大きな翼や腕や膝に追加装甲のようなパーツがついている。
メラフディン
デザイン - 明貴美加
ディーダリオンとともに発掘された機体。「TMPI」というマン・マシン・インターフェースを搭載しており、サードマン現象（TMP）を起こせる「フェノメナー」と呼ばれる人間にしか操縦できない。
複数機存在するようで、メグの乗る機体は正確には「メラフディン2」と呼ばれる。エルツァード艦内には大破状態のものと中破状態のものがそれぞれ１機ずつ、ほぼ原形を留めているものが１機残存しており、メグの機体は中破状態だったものを修復したもの。また艦内には多数の同型機の残骸が残されており、そこからMDレヴが取り出され、グラフディン各機に移植された。
グラフディン
デザイン - 寺岡賢司
サブヒロインたちの搭乗する、メラフディンから得られた技術を基に開発されたドミナントトルーパー。それぞれ外見や武装が異なっている。メラフディン同様「TMPI」を搭載する。
ゲームのチュートリアル部分で描かれる、彼女たちの本来の世界ではサキミ機と同様の外見をした機体が複数存在している。動力源はエルツァード艦内のメラフディンの残骸から移植されたMDレヴであるが、地球の技術では新造が不可能であるため、代替動力の開発が急がれている。
エルツァード
メグたちのいた南極氷床下の大空洞内にて発見された異星文明・エガリが建造した宇宙戦艦。ディーダリオンが発見された場所でもある。
ディーティ
デザイン - Mがんぢー
ヨーロッパMARTが開発した、量産性に優れる無人機。
モノアイのディーティ1、上下に二連のカメラアイがついたディーティ2などバリエーションが存在する。グラフディンの動力源であるMDレヴの新造が不可能であることを踏まえて設計されている。
ストーリーではチュートリアルのみの登場だが、育成ステージなどで複数回戦うこととなる。
ゲーム内のタイプに応じて5色のバリエーション（緑、黄、赤、青、紫）が存在する。
ディポーター
デザイン - 藤井大誠
輸送機。育成ステージで稀に登場する。基本的に攻撃は行わず逃げ回るが、撃墜するとレアドロップが発生する。
ディーティ同様に5色のバリエーションが存在する。
メナケブ
シナリオ2章Part4より登場。全身に爬虫類のような目が点在し、巨大な羽、鋭い爪を持つ怪獣のような存在。ハーザによるとファブールスとネピリアンとの戦争時に似た存在をネピリアンが使用しており、複数のゲートを同時に発生させられる高度な技術を持っている。自軍での呼称は「ワイバーン」。
カイル・メナケブ
シナリオ2章Part12より登場。メナケブの上位種とされ、全身が赤い。自軍での呼称は「レッドワイバーン」。
アンギルオン
声 - 杉田智和 / デザイン - 山根理宏
ディーダリオンと出自を共にするらしい謎の巨人。
ディーダリオンが記憶喪失かつ人類に協力的な姿勢から、人類殲滅と同時に彼を消そうと行動する。
マービュオン
声 - 遠藤綾 / デザイン - 山根理宏
アンギルオンと行動を共にする女性タイプの巨人。アンギルオンとは違い、彼女自身はディーダリオンを自分達の側に連れ戻したい様子が見られる。
ウイングガンダムゼロリベリオン
デザイン - カトキハジメ（カラー設定）
クロッシング・パイロット第2弾に参戦した『新機動戦記ガンダムW Endless Waltz』と『コードギアス 反逆のルルーシュ』のクロスオーバーユニットでルルーシュ・ランペルージが搭乗する機体。
ゲッターノワール・G
デザイン - 堀井敏之
本作オリジナルのゲッターロボ。『スーパーロボット大戦X-Ω』で初登場したゲッターノワール1号機～3号機のそれぞれがゲットマシンに変形し、合体した姿。パイロットはリョウマ、ハヤト、ムサシの3名。
スコープドッグ（エイジ機）
クロッシング・パイロット第5弾に参戦した『装甲騎兵ボトムズ』と『蒼き流星SPTレイズナー』のクロスオーバーユニットでアルバトロ・ナル・エイジ・アスカが搭乗する機体。
従来のスコープドッグにレイズナーのバックパックとレーザードライフルを装備し、カラーリングもレイズナーを意識している。
フルアームド・ヒュッケバイン
デザイン - カトキハジメ

## 用語
ゲート
ワールド間の移動、時空跳躍を可能とするゲーム内の重要要素。ゲートが開く条件等は不明。
ファブールス
かつて、遠い宇宙に存在した惑星間の移動を可能としていた文明。
ネピリアン
アンギルオン、マービュオンらファブールスを滅ぼした頭部にリングを持つ種族。この2体の特殊能力の名称としても使用されている。
ディバイン・ドゥアーズ
本作の味方部隊。プレイヤー公募で決定され、1章のシナリオ中に発表された。
ライジンググラフディンズ
ディバイン・ドゥアーズに参加しているMARTの所属メンバーによるチーム名。
ディスコード・ディフューザー
3章Part4から現れたムルタ・アズラエルが指揮する特殊部隊。所属メンバーがディバイン・ドゥアーズによって倒され、死んだはずの人物で構成されている。

## 主題歌
「D.D（Dimension Driver）」
JAM Projectによる第1弾主題歌。
作詞・作曲は影山ヒロノブ。
「ワンチャンス！」
JAM Projectによる第2弾主題歌。
作詞・作曲は影山ヒロノブ。
ゲーム内では第2章Part14から使用される。
「But still we…」
JAM Projectによる第3弾主題歌。
作詞は奥井雅美、作曲はきただにひろし・福山芳樹、編曲は寺田志保。
ゲーム内では第3章Part19から使用される。